# Lista de reitores da Universidade de Coimbra
Esta lista objectiva reunir reitores da Universidade de Coimbra, por ordem cronológica.
O inicialmente o Reitorado de Coimbra era garantido por dois estudantes eleitos, que era uma tradição da Idade Média. Em 1476, a Universidade pediu autorização para ser só um. Com os novos estatutos, no tempo de D. Manuel I, o Reitor passou a ser eleito pelos deputados e conselheiros reais, todos os anos, entre os fidalgos ou pessoas de grande dignidade. Nos estatutos seguintes, o Reitor passou a ser escolhido pelo Rei, entre dois ou três nomes que lhe eram propostos, e o mandato passou para três anos. A partir de 1911, o Reitor voltou a ser eleito.

## Séculos XIII a XVI[3]
- 1288 – Frei André Ursinus, lente de Santos Padres (?)
- 1290 – Mestre Gerardo, lente de Teologia
- ? – Mestre Agostinho Belo, lente de Artes e depois de Teologia
- 1330 – Mestre Simão da Cruz, lente de Teologia
- 1367-68 – Gonçalo Miguéis, bacharel em Cânones
- - Prior de São Jorge, bacharel em Cânones
- 1378-79 – D. Martinho Domingues, cónego de Évora
- 1384-86 – Lançarote Esteves
- 1387 – Lopo Martins, sacerdote
- 1388 – Vicente Afonso
- 1390 – Lançarote Esteves
- 1393 – Vasco Esteves, vigário de S. Tomé
- 1396 – Vasco de Freitas
- ? – Salvador Rodrigues, deão da Guarda
- 1398 – Vicente Afonso
- 1400 – Dr. João das Regras, doutorado pela Universidade de Bolonha.
- 1408 – Fr. João Vargas, lente de Teologia
- 1415 – Rodrigo Anes, prior de S. Pedro de Alenquer
- 1417 – D. Pedro Escacha
- 1418 – João Afonso, escolar de Leis (servindo por D. Pedro)
- 1429 – Vasco Gil, escolar em Cânones
- 1431 – Vasco Estêvão, vigário de S. Tomé
- 1435 – Vasco Gil
- 1440 – Pedro Esteves
- 1441 – Gonçalo Martins, escolar de Cânones
- 1442 – Gomes Afonso
- 1449 – João de Elvas, lente de Prima de Cânones
- - Gonçalo Garcia de Elvas, lente de prima de Leis
- 1458 – João de Elvas
- - Bartolomeu Gomes – lente de prima de Leis
- 1487 – Fernão Lopes
- 1493 – Álvaro Martins, capelão da Rainha, bacharel em Leis
- 1494 – Rodrigo Caldeira, lente de prima de Cânones
- 1495 – Álvaro Martins
- - Mestre João da Madalena
- 1499 – D. Francisco Mendes, Bispo de Fez, mestre de D. Manuel
- 1506 – Brás Afonso Correia
- 1511 – Diogo da Gama
- 1512 – Dr. João Alves de Elvas
- 1513 – D. João, Bispo de Safim
- 1518 – Rui Gonçalves, Marechote do Desembargo do Reino
- 1525 – Dr. Jorge Costa, do Desembargo do Rei e seu Corregedor
- 1526 – Dr. Cristóvão da Costa, do Desembargo do Rei
- 1527 – Dr. Fernando Álvares de Almeida, do Desembargo do Rei e seu Desembargador
- 1528 – O Bispo de Lamego (Fernando de Meneses Coutinho e Vasconcelos) não aceitou, continuou o reitor anterior
- 1529 – Francisco de Melo, do Conselho do Rei
- 1531 – Foi eleito Gonçalo Pires, porém serviu o anterior
- 1532 – Francisco de Melo
- 1533-34 – Álvaro Esteves, do Desembargo do Rei
- 1535-36 – Dr. Jorge Fernandes, do Desembargo do Rei
- 1536 – Dr. Pedro Nunes, do Desembargo do Rei e Chanceler, que serviu até a Universidade voltar para Coimbra
- 1537 – D. Garcia de Almeida, Reitor da transferência definitiva para Coimbra
- 1537-41 – D. Agostinho Ribeiro (O.S. João Evangelista), o primeiro reitor a pertencer a uma Ordem religiosa e o primeiro a exercer as funções de cancelário.
- 1541-43 – D. Frei Bernardo da Cruz (O.P.), o único dominicano a ascender ao cargo de reitor. Foi também o primeiro de vários reitores a estar ligado ao Tribunal do Santo Ofício e foi encarregado pelo Cardeal Infante D. Henrique de estabelecer a Inquisição em Coimbra.
- 1543-55 – Frei Diogo de Murça[4] (O.S. Jerónimo), o primeiro a possuir o grau de Doutor (em Teologia); único da Ordem de S. Jerónimo.
- 1555-57 – Afonso do Prado[5], Castelhano; doutorado em Teologia pela Universidade de Alcalá. Foi o único docente a exercer o reitorado até à nomeação de D. André de Almada.
- 1557-60 – D. Manuel de Meneses, o primeiro reitor a frequentar a Universidade como aluno e foi o primeiro a ser nomeado por um período de três anos e a tomar posse a prestar juramento perante o Claustro Pleno. Neste reitorado começou uma grande questão entre a Universidade e os Jesuítas.
- 1560-63 – D. Jorge de Almeida.[6]
- 1563-64 – Martim Gonçalves da Câmara, padre jesuíta[7]. Foi nomeado pela regente D. Catarina
- 1564-69 – D. Aires da Silva[8]
- 1570-78 – D. Jerónimo de Meneses
- 1578-84 – D. Nuno de Noronha
- 1586-94 – D. Fernão Martins de Mascarenhas
- 1594-97 – António de Mendonça

## Séculos XVII a XIX[9]
- 1597-1605 – D. Afonso Furtado de Mendonça[10]
- 1605-11 – D. Francisco de Castro[6]
- 1611-18 – D. João Coutinho[7], em cujo reitorado se revestiu de azulejos a capela-mor da Capela de São Miguel e se assentou o retábulo.
- 1618 - D. Vasco de Sousa
- 1618-24 – D. Francisco de Meneses
- 1624-31 – D. Francisco de Brito de Meneses
- 1633-37 – D. Álvaro da Costa
- 1638-39 – D. André de Almada
- 1638-59 – D. Manuel de Saldanha. Foi durante este reitorado que teve lugar a aclamação de D. João IV como rei de Portugal. O Claustro pleno reunido em 13 de dezembro de 1640, em nome da Universidade, aclamou o rei restaurador. Seis anos mais tarde, em 28 de julho, o reitor Manuel de Saldanha e os lentes da Universidade juraram solenemente a Nossa Senhora da Conceição e foi colocada lápide na Capela de S. Miguel, junto ao altar de Nossa Senhora da Luz, no mesmo dia em que a Imaculada Conceição foi proclamada padroeira do Reino.
- 1661-62 – D. Manuel de Noronha
- 1662 – Rodrigo de Miranda Henriques. No dia 25 de novembro de 1663 a Universidade celebrou, como de costume o dia de Santa Catarina. O sermão foi proferido, na Capela de S. Miguel, pelo Padre António Vieira.
- 1664-66 – Manuel Corte-Real de Abranches
- 1667-73 – André Furtado de Mendonça
- 1673-75 – Manuel Pereira de Melo
- 1675-79 – D. José de Meneses
- 1679-85 – D. Simão da Gama
- 1685-90 – Manuel de Moura Manuel
- 1690-94 – D. Rodrigo de Moura Teles
- 1694-1702 – Nuno da Silva Teles.
- 1703-09 – D. Nuno Álvares Pereira de Melo
- 1710-15 – D. Gaspar de Moscoso e Silva
- 1715-18 – Nuno da Silva Teles, foi o último reitor escolhido de três nomes indicados pelo Claustro[6]
- 1719-21 – Pedro Sanches Farinha de Baena
- 1721-44 – Francisco Carneiro de Figueiroa[11]
- 1745-57 – D. Francisco da Anunciação (con. Regr. S. Agostinho)
- 1758-67 – Gaspar de Saldanha e Albuquerque
- 1770-79 – D. Francisco de Lemos de Faria Pereira Coutinho. Foi com este reitor que se iniciou a Reforma Pombalina. Passaram então a existir seis faculdades: Teologia, Cânones, Leis e Medicina, mais as duas recém-criadas Matemática e Filosofia[12].
- 1779-85 – D. José Francisco Miguel António de Mendonça[13]
- 1786-99 – D. Francisco Rafael de Castro
- 1799-1821 – D. Fr. Francisco de Lemos Faria Pereira Coutinho (2.º mandato) - reitor que esteve mais tempo no cargo
- 1821-23 – D. Fr. Francisco de São Luís (O.S. Bento) - último reitor pertencente ao clero
- 1823-27 – D. Diogo de Castro do Rio Furtado de Mendonça. Após a morte de D. Diogo de Castro, a Universidade passou a ser governada por vice-reitores.
- 1841-48 – Sebastião Correia de Sá (conde de Terena). Após a Reforma Pombalina, foi o primeiro reitor que não tinha estudado na Universidade.
- 1850-53 – José Machado de Abreu
- 1859-63 – Basílio Alberto de Sousa Pinto (Visconde de São Jerónimo)
- 1863-64 – Vicente Ferrer de Neto Paiva
- 1866-68 – António Luís de Seabra (Visconde de Seabra). O seu nome ficou ligado ao primeiro Código Civil Português, cujo original se conserva no Arquivo da Universidade de Coimbra (1867) e que esteve em vigor durante mais de um século.
- 1869-84 – Júlio Máximo de Oliveira Pimentel (Visconde de Vila Maior[14])
- 1886-90 – Adriano de Abreu Cardoso Machado.
- 1890-92 – António dos Santos Viegas.
- 1892-98 – António Augusto da Costa Simões.

## Séculos XX a XXI[15]
- 1898-1906 – Manuel Pereira Dias.
- 1906-07 – António dos Santos Viegas
- 1907 – D. João de Alarcão Velasques Sarmento Osório
- 1907 – António das Neves Nunes Oliveira e Sousa
- 1908-10 – Alexandre Ferreira Cabral Pais do Amaral
- 1910-11 – Manuel de Arriaga Brum da Silveira[6], primeiro Presidente eleito de Portugal
- 1911 – Daniel Ferreira de Matos Júnior.
- 1911-13 – Joaquim Mendes dos Remédios.[6]
- 1913-15 – Guilherme Alves Moreira[6]
- 1916-18 – Arnaldo Mendes Norton de Matos[6]
- 1918-19 – Joaquim Mendes dos Remédios
- 1919 – Joaquim José Coelho de Carvalho
- 1919-21 – Filomeno da Câmara de Melo Cabral
- 1921-23 – António Luís Gomes
- 1924-25 – Francisco Pinto da Cunha Leal
- 1925-26 – Henrique Jardim de Vilhena
- 1926-27 – Fernando Duarte Silva de Almeida Ribeiro[6]
- 1927-30 – Domingos Fezas Vital
- 1931-39 – João Duarte de Oliveira.
- 1939-41 – António Luís de Morais Sarmento.
- 1943-60 – Maximino José de Morais Correia
- 1961-62 – Guilherme Braga da Cruz
- 1963-70 – António Jorge Andrade de Gouveia
- 1970-71 – José de Gouveia Monteiro
- 1971-74 – João Manuel de Cotelo Neiva.
- 1974-76 – José Joaquim de Teixeira Ribeiro
- 1978-82 – António de Arruda Ferrer Correia.
- 1982-1998 – Rui Nogueira Lobo de Alarcão e Silva.[6]
- 1998-2002 – Fernando Manuel da Silva Rebelo.
- 2002-2003 – Arsélio Pato de Carvalho.
- 2003-2011 – Fernando Jorge Rama Seabra Santos.
- 2011-2019 – João Gabriel Monteiro de Carvalho e Silva[16]
- 2019-…  – Amílcar Celta Falcão Ramos Ferreira[17]